# Lord Edgware Dies (film)
Pour les articles homonymes, voir Lord Edgware Dies.
Pour plus de détails, voir Fiche technique et Distribution.
Lord Edgware Dies (Lord Edgware Dies) est un film britannique réalisé par Henry Edwards, sorti en 1934, mettant en scène le détective belge Hercule Poirot.
Le film est l'adaptation du roman Le Couteau sur la nuque d'Agatha Christie de 1933.
C'est le dernier des trois films des années 1930 dans lesquels Austin Trevor apparaît dans le rôle d'Hercule Poirot. Avant de jouer dans ce film, il avait déjà joué dans Alibi et Black Coffee tous deux sorti en 1931. Austin Trevor aurait été choisi par les producteurs uniquement pour sa capacité de parler anglais avec un fort accent français. 

## Synopsis
Hercule Poirot reçoit une demande d'aide la part d'une actrice américaine talentueuse dans une affaire de divorce. Le lendemain, le détective découvre son mari, Lord Edgware, mort poignardé  dans sa bibliothèque.

## Fiche technique
- Titre original : Lord Edgware Dies
- Réalisation : Henry Edwards
- Scénario : H. Fowler Mear, d'après le roman Le Couteau sur la nuque d'Agatha Christie
- Photographie : Sydney Blythe
- Costumes : Louis Brooks
- Production : Julius Hagen
- Société de production : Real Art Productions
- Société de distribution : Radio Pictures
- Pays d'origine : Royaume-Uni
- Langue originale : anglais
- Format : noir et blanc — 35 mm — Mono
- Genre : Film policier
- Durée : 80 minutes
- Dates de sortie : 
  -  Royaume-Uni : août 1934

## Distribution
- Austin Trevor : Hercule Poirot
- Jane Carr : Lady Edgware
- Richard Cooper : Capitaine Hastings
- John Turnbull : Inspecteur Japp
- Michael Shepley : Capitaine Roland Marsh
- Leslie Perrins : Bryan Martin
- C.V. France : Lord Edgware
- Esme Percy : Duc de Merton